# Loup (masque)
Pour les articles homonymes, voir Loup (homonymie).

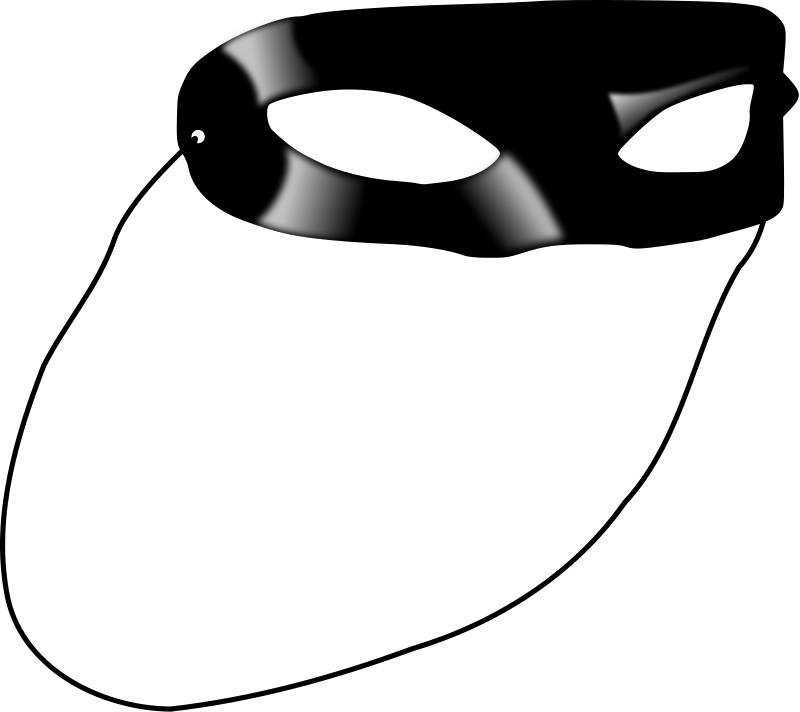
Le loup est un petit masque qui ne cache que les yeux et une partie du nez.

Le loup est un demi-masque en velours ou en satin noir, parfois agrémenté de dentelle, que les dames de la noblesse[source insuffisante][Où ?] mettaient au XVIIIe siècle lorsqu'elles sortaient afin de préserver la blancheur de leur peau. Ce cache, parfois maintenu par un bouton tenu dans la bouche, remplaça le touret de nez ou cache-nez (petit carré d'étoffe qui s’attachait aux oreillettes du chaperon et couvrait tout le visage à partir des yeux), porté du XIIIe au XVe siècle, puis de nombreux types de masques (masque de peau parfumé maintenu uniquement avec de la pommade, masque carré avec mentonnière) du XVIe au XVIIe siècle.
On le porte aujourd’hui aux bals masqués ou pendant le temps du carnaval.

## Dans les arts
Le loup masque le visage de nombreux héros qui doivent cacher leur identité secrète, tels que Zorro, Fantômas, The Lone Ranger, Robin, Le Frelon vert (en) ou Le Spirit dont le costume très particularisé prend une valeur rituelle singulière.

## Galerie

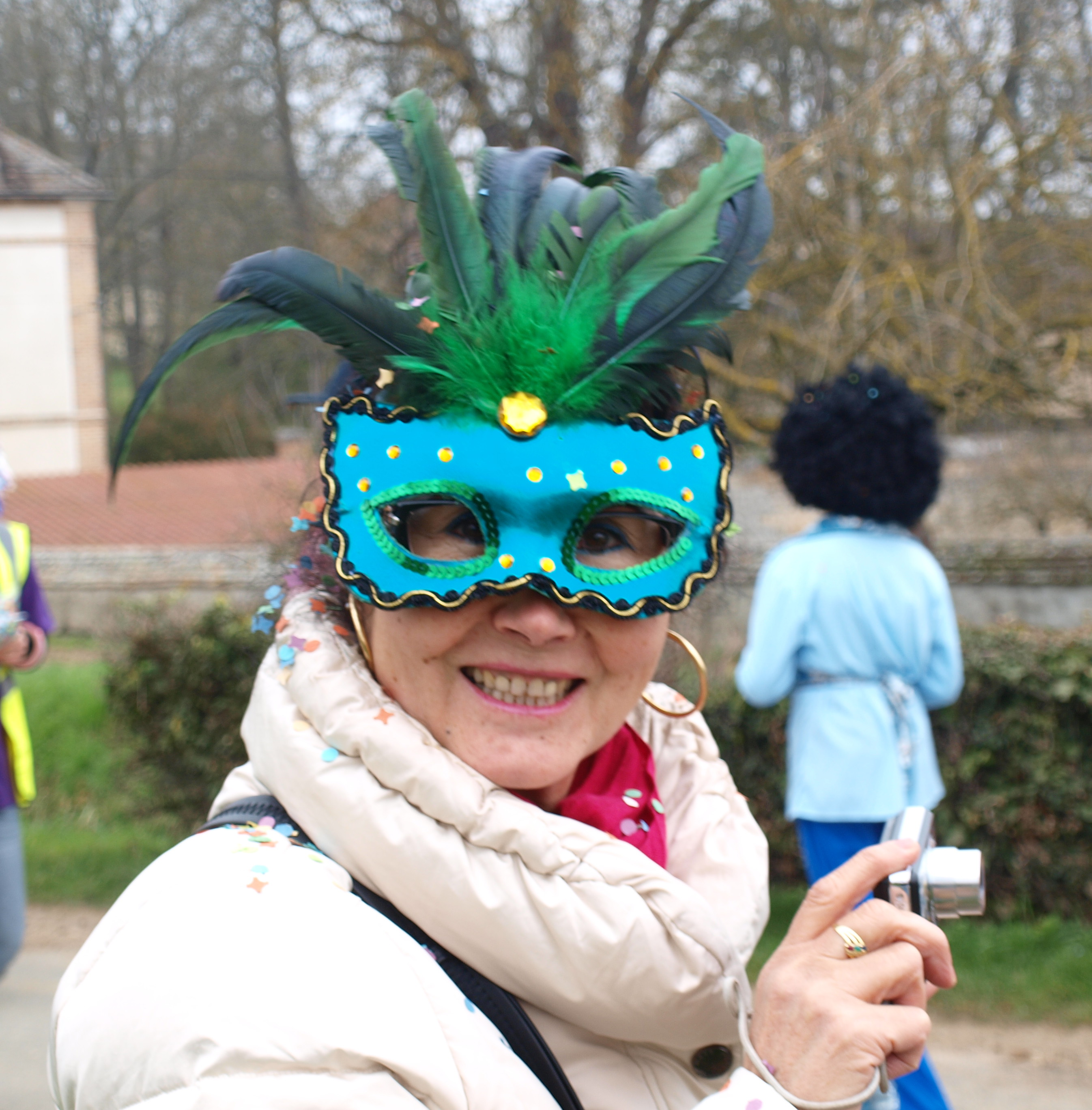
Loup masquant le visage d'une participante à un carnaval.
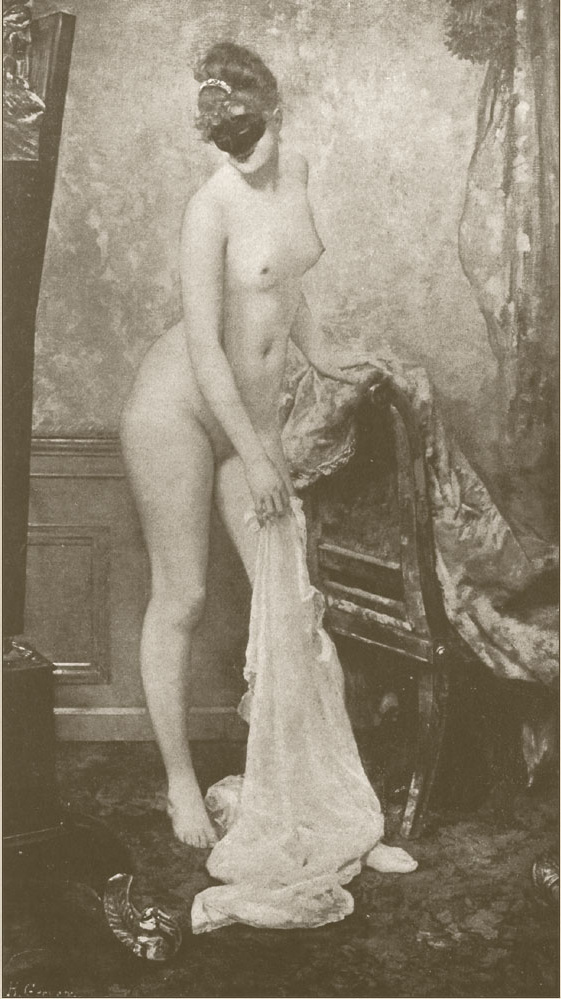
La Femme au Masque de Gervex (1885).